# Perissopmeros mullawerringi
Perissopmeros mullawerringi är en spindelart som först beskrevs av Moran 1986.  Perissopmeros mullawerringi ingår i släktet Perissopmeros och familjen Malkaridae.
Artens utbredningsområde är Australian Capital Territory. Inga underarter finns listade i Catalogue of Life.